# NGC 1697
NGC 1697 est un amas ouvert situé dans la constellation de la Dorade. Il a été découvert par l'astronome britannique John Herschel en 1834. NGC 1697 est situé dans le Grand Nuage de Magellan.
Le diamètre apparent de l'amas est de 2,6 minutes d'arc, ce qui, compte tenu de la distance, donne un diamètre réel d'environ 120 années-lumière.